# Atheta rurigena
Atheta rurigena är en skalbaggsart som beskrevs av Thomas Casey 1911. Atheta rurigena ingår i släktet Atheta och familjen kortvingar. Inga underarter finns listade i Catalogue of Life.